# Gartengeißblatt
Das Gartengeißblatt (Lonicera caprifolium), auch Echtes Geißblatt, Wohlriechendes Geißblatt oder Jelängerjelieber genannt, ist eine Pflanzenart in der Familie der Geißblattgewächse (Caprifoliaceae).

## Beschreibung

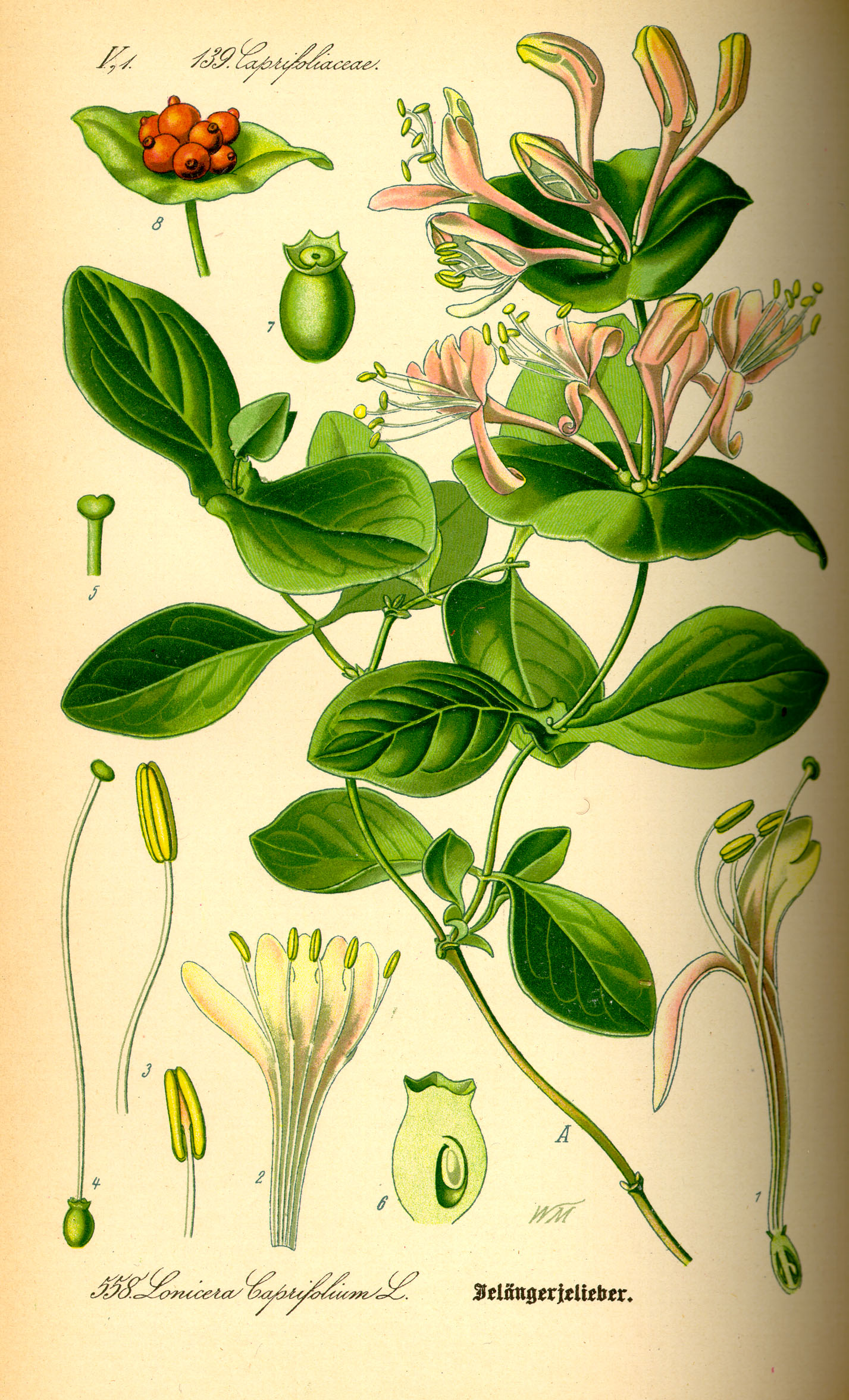
Illustration des Echten Geißblatt (Lonicera caprifolium)

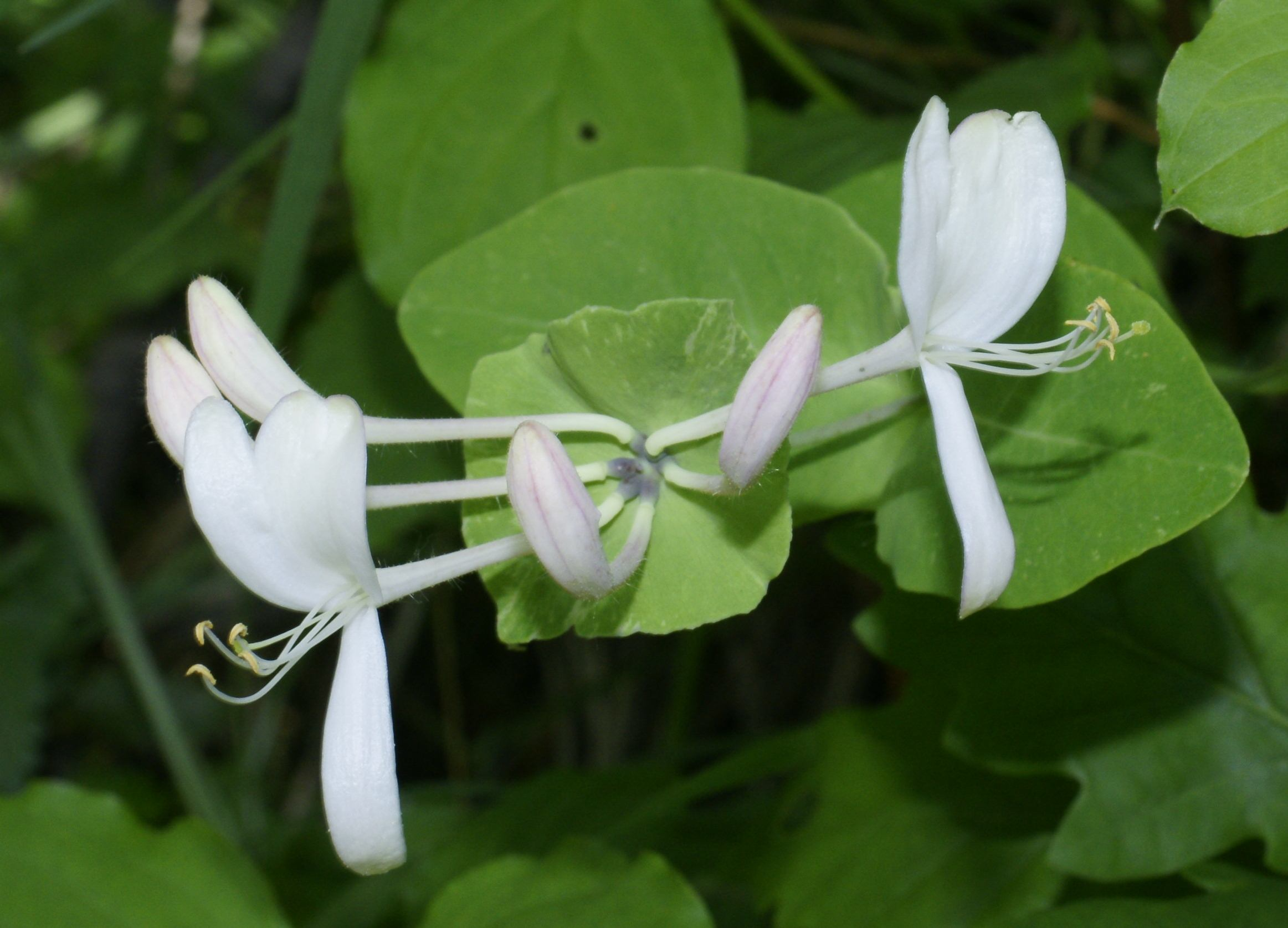
Blüten des Gartengeißblatts

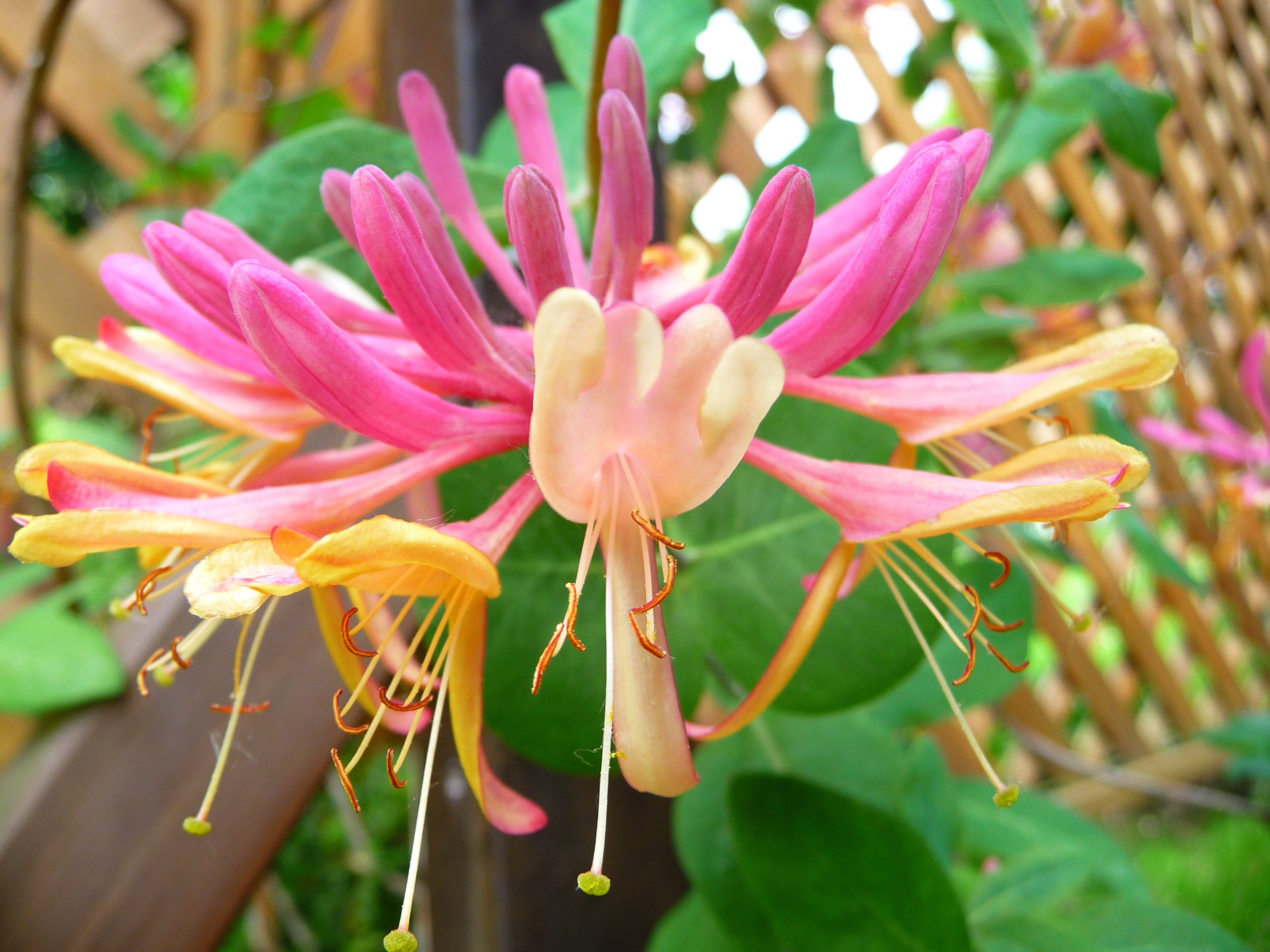
Blütenstand in der Nahaufnahme

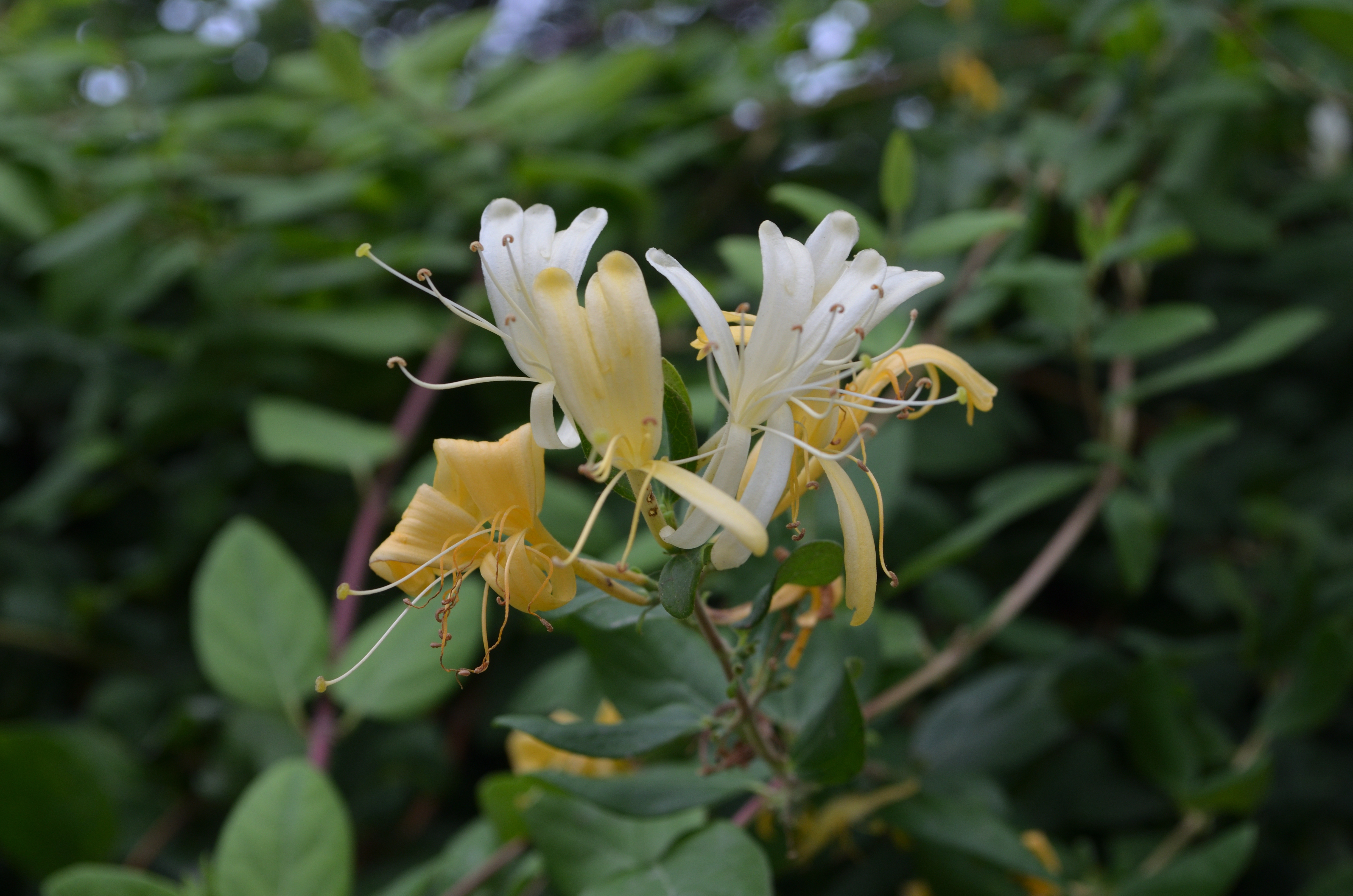
Blütenstand des Gartengeißblatts (Lonicera caprifolium)

### Vegetative Merkmale
Das Echte Geißblatt ist eine rechtswindende, sommergrüne, verholzende Kletterpflanze (Liane), die Wuchshöhen von 2 Metern erreichen kann. Findet sie eine Kletterhilfe wie kleine Bäume, Sträucher, Pfeiler, Tore, Zäune usw., so kann sie Höhen von 6 bis zu 10 Metern und eine Breite von bis zu 3 Metern erreichen. Die hohlen Zweige besitzen eine anfangs abstehend behaarte, später verkahlende, weißlich bereifte Rinde.
Von den gegenständig angeordneten Laubblättern weisen die oberen keinen Stiel auf und sind paarweise am Zweig zusammengewachsen. Die grünen, einfachen Blattspreiten sind bei einer Länge von 4 bis 8, selten bis zu 10 Zentimetern eiförmig bis verkehrt-eiförmig.

### Generative Merkmale
Die Blütezeit reicht von Mai bis Juli. Jeder Blütenkopf kann bis zu zwölf Blüten enthalten. Die Hochblätter sind paarweise verwachsen. Die zwittrigen, fünfzähligen, trompetenförmigen Blüten sind gelblich bis weiß und oft rötlich überlaufen. 
Nach dem Aufplatzen der länglichen roten Röhren werden die cremigweißen Staubgefäße und der Griffel freigegeben. Es sind nur fünf Staubblätter vorhanden. Die Pollen sind gelbfarbig. 
Ab dem Spätsommer erscheinen die bei Reife korallenroten, mit einem Durchmesser von etwa 8 Millimetern erbsengroßen, schwach giftigen Beeren. 
Die Chromosomenzahl beträgt 2n = 18.

## Ökologie
Junge Bäume können durch die Schlingpflanze gewürgt werden und Schaden nehmen. Gelegentlich kommt es vor, dass durch Einschnürung und Überwallung schmucke, begehrte gewendelte Wanderstöcke entstehen.
Die zahlreichen Blüten verströmen von Mai bis Juli in den Abendstunden einen starken, wohlriechenden, süßlichen Geruch, um Nachtfalter anzulocken. Am Folgetag erschlafft die gerade erst geöffnete Blüte bereits wieder. Die Bestäubung erfolgt durch Insekten. Die nektarreichen Blüten werden gerne von Nachtfaltern, Skabiosenschwärmern u. a. besucht.
Die Früchte bleiben lange hängen und dienen als ungiftige Vogelnahrung (Verdauungsausbreitung).

## Vorkommen
Ursprünglich kommt Lonicera caprifolium in Norwegen, Schweden, Polen, Spanien, Italien, Österreich, Ungarn, Tschechien, im früheren Jugoslawien, Rumänien sowie Albanien vor. Auch in Vorderasien hat Lonicera caprifolium ursprüngliche Vorkommen.
Das Gartengeißblatt ist in fast allen weiteren Teilen Europas, im Kaukasusraum und in Kleinasien sowie in den südamerikanischen Anden ein Neophyt. Das Wohlriechende Geißblatt ist eine beliebte Zierpflanze in Parks und Gärten. Man findet das Wohlriechende Geißblatt in Mitteleuropa wild oder verwildert in lichten Wäldern, Hecken oder auf Heideböden vor. Es gedeiht am besten auf kalkhaltigen Böden. Der Wurzelbereich benötigt schattige, kühle und feuchte Standorte, um vor Austrocknung geschützt zu sein. Das Echte Geißblatt blüht nur an genügend hellen (sonnigen oder halbschattigen) Standorten. Es ist eine Charakterart des Verbands Berberidion, kommt aber auch in Pflanzengesellschaften der Ordnung Quercetalia pubescentis vor.

## Wichtige Inhaltsstoffe
Saponine, cyanogene Glykoside, Alkaloide (Xylostein, Xylostosidin), Flavonoide, phenolische Verbindungen.

## Verwendung

### Als Zierpflanze
Einige Sorten werden als anspruchslose Zierpflanzen verwendet. Diese können durch Kopfstecklinge vermehrt werden.

### In der Medizin
Die getrockneten Blüten wirken schweiß- und harntreibend, werden aber heutzutage nicht mehr genutzt, da eine falsche Dosierung leichte Vergiftungssymptome (z. B. Erbrechen) hervorrufen kann.
Ein Absud aus den Blüten wurde in der früheren keltischen und chinesischen Kräuterheilkunde gegen Leberbeschwerden und Atemwegsinfektionen eingesetzt.

## Sprachliche Herkunft, Trivialnamen und volkstümliche Namen
Die englische Bezeichnung Honeysuckle bezieht sich auf den honigsüßen Blütennektar. Der Name „Wohlriechendes Geißblatt“ weist auf  den intensiven Blütenduft hin, die Bezeichnung „Jelängerjelieber“ sowohl auf die langen windenden Sprossachsen der Schlingpflanze, aber mehr auf den Duft und auf die lange Blühzeit: von Juni bis Oktober, wenn das Angebot an Wärme und Wasser stimmt.
Für das Gartengeißblatt (oder kurz Geißblatt und lateinisch früher caprifolium genannt, womit im Süden ursprünglich auch andere Geißblätter (Lonicera-Arten) bezeichnet wurden,) bestehen bzw. bestanden, zum Teil auch nur regional, auch die weiteren deutschsprachigen Trivialnamen: Bärentappe (Elsaß bei Mülhausen), Geisblatt, Geis(s)hasle (Schweiz), Gilgenkonfort, Je länger je besser (Aachen), Je länger je lieber (Bremen, Henneberg), Nachtengalla (Coburg), Nachtsfaden (Siebenbürgen), Specklelgen (Siebenbürgen), Waldmeister und groß Winden.
Englischsprachige Trivialnamen sind Italian Honeysuckle und Perfoliate Honeysuckle.